# Žiga Pavlin
Žiga Pavlin (* 30. dubna 1985 Kranj, Jugoslávie) je slovinský reprezentant v ledním hokeji hrající na postu obránce. Svá mládežnická léta strávil v klubu Triglav Kranj. Od sezóny 2000/2001 ale postupně pronikal mezi muže. Nejprve odehrál jedno utkání za HK Kranjska Gora, následující sezónu deset za HK Bled a pak se začal prosazovat i do sestavy svého mateřského klubu Triglav Kranj. Během sezóny 2005/2006 odtud ale přestoupil do celku Slavija Lublaň a od ročníku 2007/2008 působil v HDD Telemach Olimpija, která hraje mezinárodní Erste Bank Eishockey Liga. Po dvou letech opět měnil dres a přestoupil do italského HC Ritten-Renon. Ovšem hned následující sezónu (2010/2011) již opět hrál v barvách HDD Telemach Olimpija. Následující rok přestoupil do švédského mužstva IF Troja-Ljungby, kde vydržel tři roky. Během nich pouze během ročníku 2012/2013 hrál i zápasy za Rögle BK. V průběhu sezóny 2014/2015 nastoupil Pavlin k zápasům nejprve za kazašský klub HK Saryarka Karaganda, ale posléze hrál za švédský AIK Ishockey. V ročníku 2015/2016 nastupoval za pražskou Slavii. Stal se v ní dokonce třetím nejproduktivnějším obráncem druhé české nejvyšší soutěže, ovšem po sezóně přestoupil do ČEZ Motoru České Budějovice.
Pavlin svou zemi reprezentoval jak na olympijských hrách (2014 v Soči), tak také na mistrovství světa (2013 ve Stockholmu či 2015 v Praze a Ostravě).